# Moneglia
Moneglia is een gemeente in de Italiaanse provincie Genua (regio Ligurië) en telt 2804 inwoners (31-12-2004). De oppervlakte bedraagt 15,4 km², de bevolkingsdichtheid is 183 inwoners per km².
De volgende frazioni (buurtschappen) maken deel uit van de gemeente: Bracco, Lemeglio, San Saturnino.

## Demografie
Moneglia telt ongeveer 1395 huishoudens. Het aantal inwoners steeg in de periode 1991-2001 met 3,1% volgens cijfers uit de tienjaarlijkse volkstellingen van ISTAT.
| Jaar | Inwoneraantal |
| ---- | ------------- |
| 1991 | 2670          |
| 2001 | 2753          |

## Geografie
De gemeente ligt op ongeveer 4 m boven zeeniveau.
Moneglia grenst aan de volgende gemeenten: Casarza Ligure, Castiglione Chiavarese, Deiva Marina (SP), Sestri Levante.

## Geboren
- Giuseppe Domenico Botto (1791-1865), natuurkundige

## Foto's

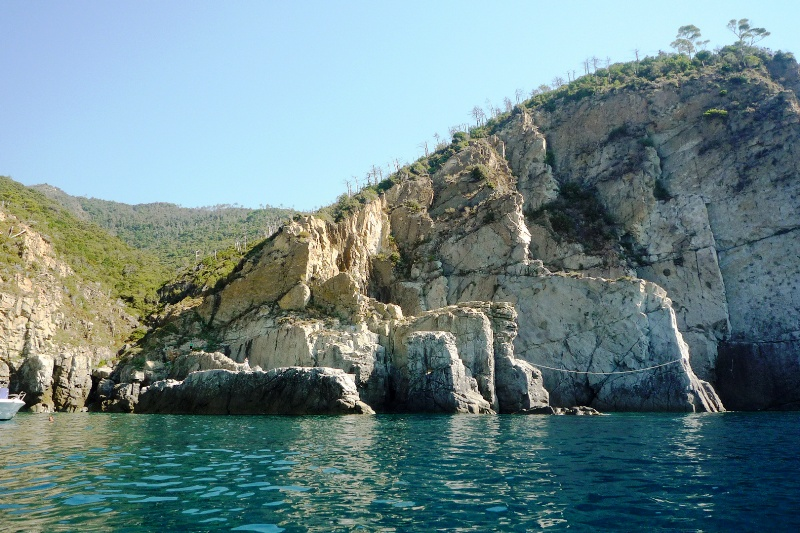
Kust
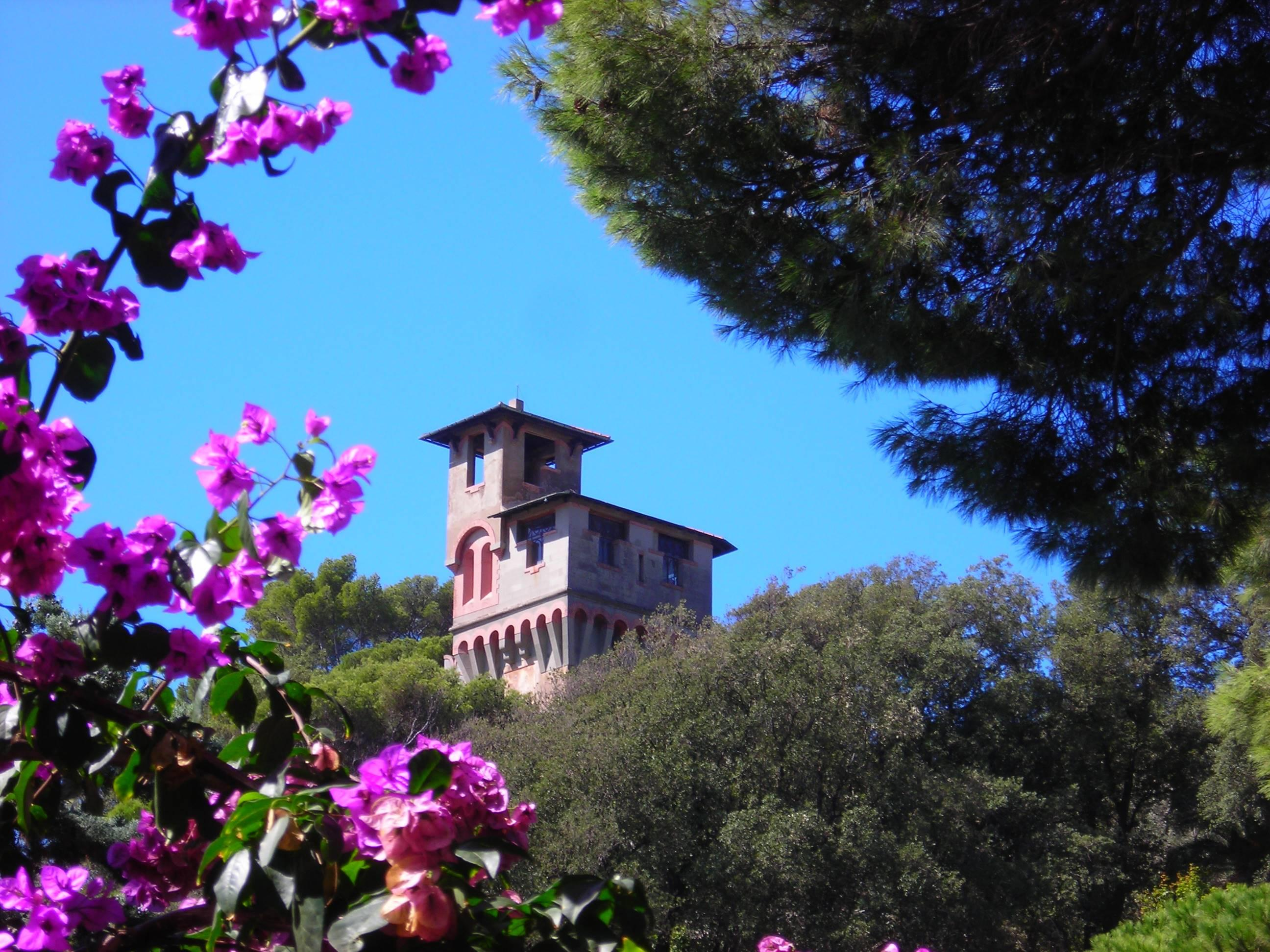
Kasteel
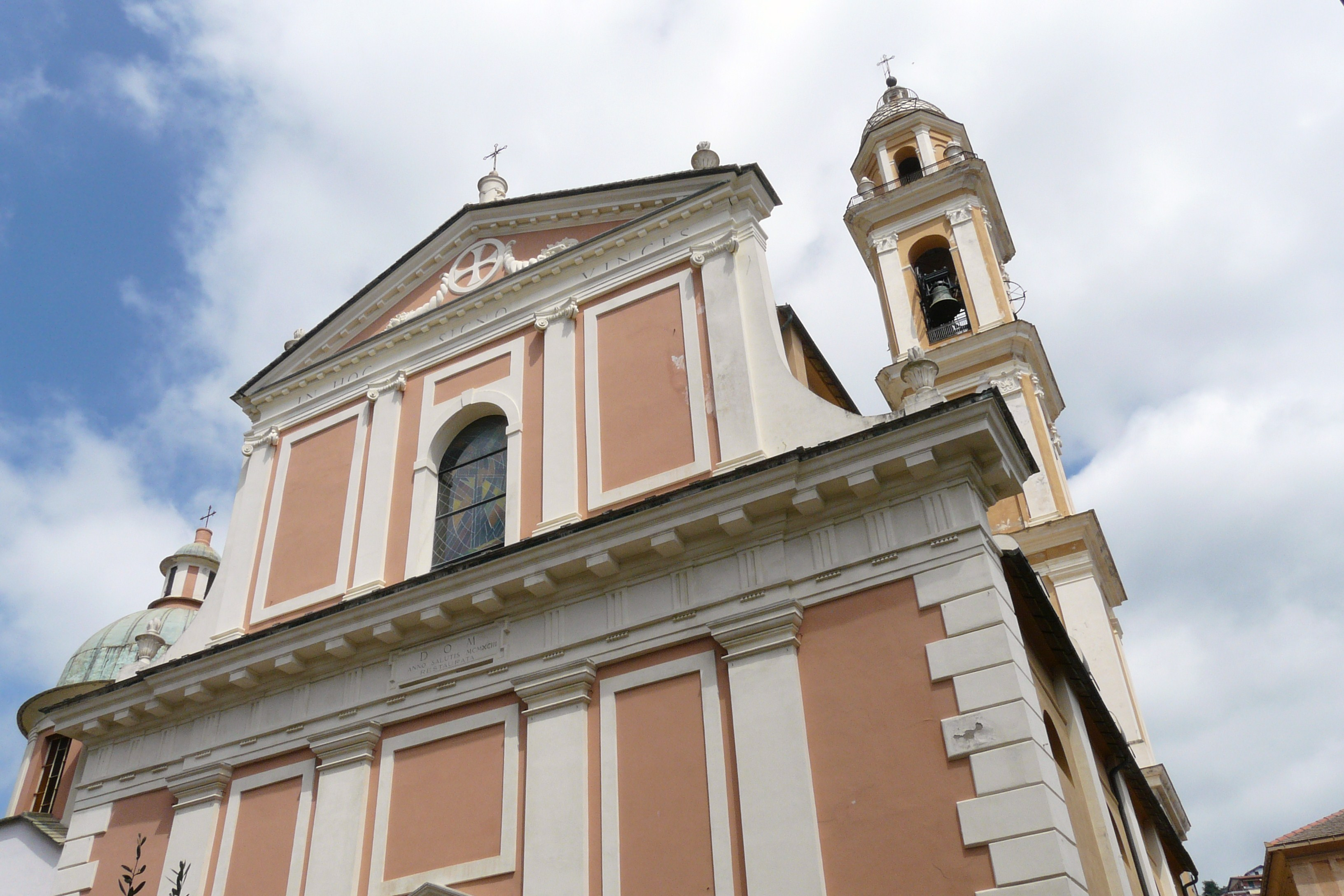
Kerk
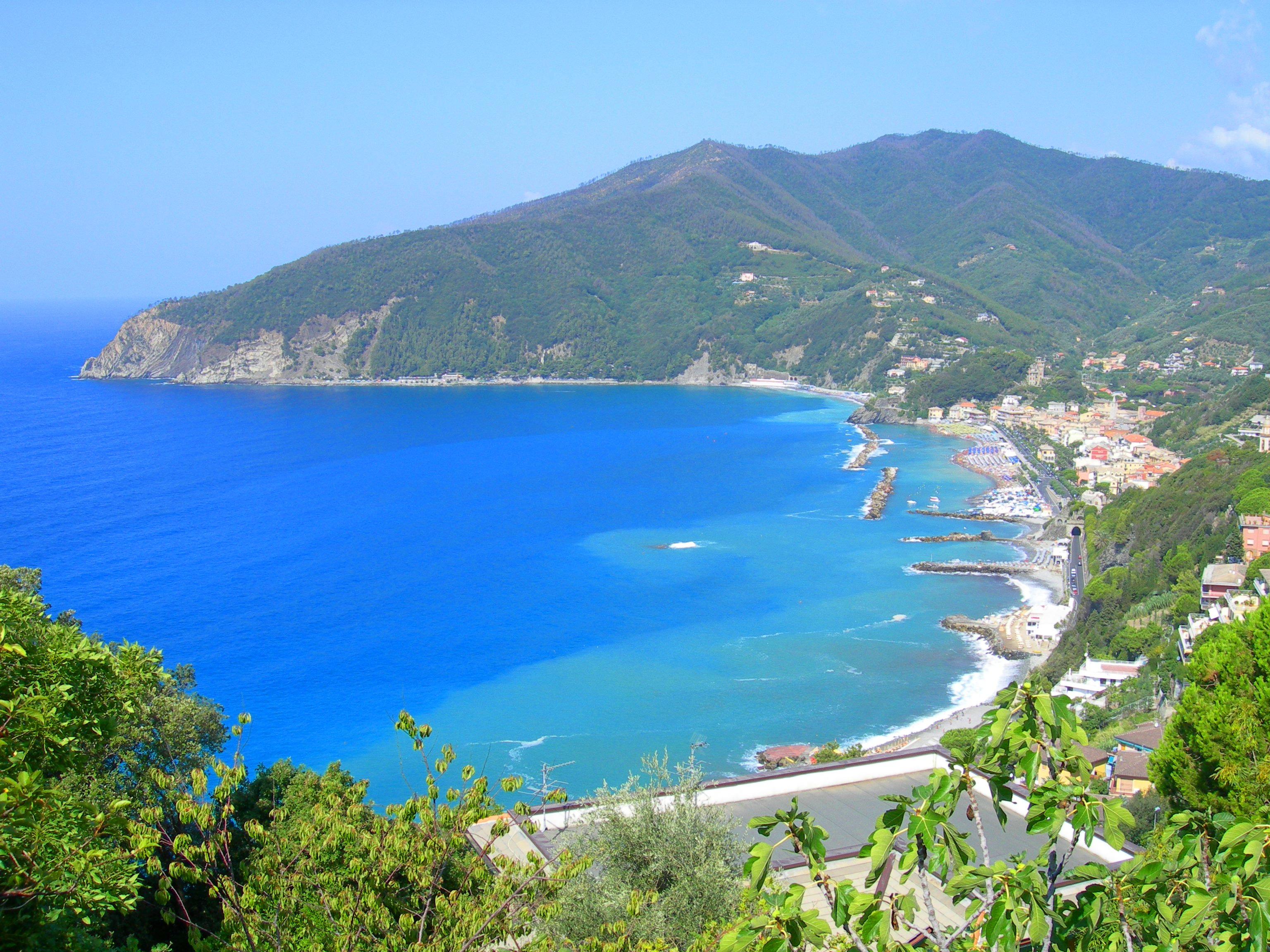
Panorama